# Kyiv Post
El Kyiv Post és un diari escrit en anglès, publicat a la capital d'Ucraïna, Kíiv. Creat a l'octubre de 1995 per Jed Sunden, el diari va ser durant molt de temps l'únic diari en anglès a Ucraïna. El 8 de novembre de 2021, el diari es va tancar temporalment després que el desacord de la redacció amb els canvis previstos a l'empresa va portar al propietari a acomiadar tots els periodistes, molts dels quals es van integrar a l'equip del The Kyiv Independent. L'11 de novembre, Luc Chénier va ser anunciat com a nou director del periòdic.

## Història
El Kyiv Post fou fundat l'octubre de 1995 (com a part de KP Media) per un estatunidenc, Jed Sunden. El diari abasta la política, els negocis i l'entreteniment. El personal és un equip d'occidentals i periodistes ucraïnesos, que sumen 14 membres de l'equip editorial des del maig de 2013, incloent 11 ucraïnesos.
Històricament, la política editorial ha donat suport a la democràcia i el lliure mercat. Ha publicat articles d'investigació, incloent la cobertura de l'assassinat 2000 del periodista Georgui Gongadze, la Revolució Taronja i la corrupció política de 2004. El Kyiv Post va llançar una versió en rus-ucraïnès del diari al juliol de 2010 per arribar a un públic massiu, però va suspendre el projecte al maig de 2012.
KP Media (llavors Sunden) va vendre el diari a un ciutadà britànic, Mohammad Zahoor, el 28 de juliol del 2009. Zahoor posseeix el ISTIL grup i és oriünd de Pakistan i un ex (des de 2008) operador en la producció d'acer a Donetsk. Zahoor publica el diari a través de la seva companyia de Mitjans Públics.
Des del 14 de desembre de 2010, el Kyiv Post va començar el bloqueig de tot el tràfic d'Internet des del Regne Unit com una protesta en contra de llei de difamació anglesa. L'home de negocis ucraïnès Dmitro Firtashhavia iniciat una demanda per difamació contra el Kyiv Post al Regne Unit en aquell moment; el cas es va estroncar a finals de febrer del 2011 pel fet que el tribunal del Regne Unit creia que Firtash no tenia cap relació important amb el país. El bloc britànic ser abandonat posteriorment aquell mateix any.
Des de l'1 de maig 2013, el director del diari és Jakub Parusinski, una periodista amb doble nacionalitat australiana - polonesa. El seu nomenament suposa que, per primera vegada, l'editor en cap del Kyiv Post no és un estatunidenc.

## Controvèrsies
El 15 d'abril de 2011, l'editor acomiadà el redactor en cap Brian Bonner per publicar una entrevista amb un ministre del govern tot i la sol·licitud del propietari perquè no ho fes, presumptament per pressions del govern. Els periodistes del diari es van declarar en vaga en senyal de protesta. Zahoor readmeté Bonner com a editor el 20 d'abril de 2011, la qual cosa posà fi a la vaga. El setmanari mai va perdre una edició impresa durant l'aturada i Bonner, que ha exercit com a editor en cap des de juny de 2008, es va mantenir en el càrrec fins al 30 d'abril del 2013. No obstant això hi va haver una controvèrsia després de la readmissió de Bonner, quan dos periodistes que no van signar la petició en suport d'ell van deixar el diari. Bonner no va donar una raó per les seves sortides, i algunes fonts indiquen que fou per causa que ambdós li van negar el seu suport.
L'1 de març de 2013 el diari va introduir un sistema de subscripció pels seus serveis.
El 26 d'abril de 2013, l'editor en cap Brian Bonner, va anunciar que es retiraria després de més de cinc anys com a cap de redacció (1999, 2008-2013), escrivint una columna final que descrivia els reptes financers i periodístics a què s'enfronta el diari.